# Takuya Izawa

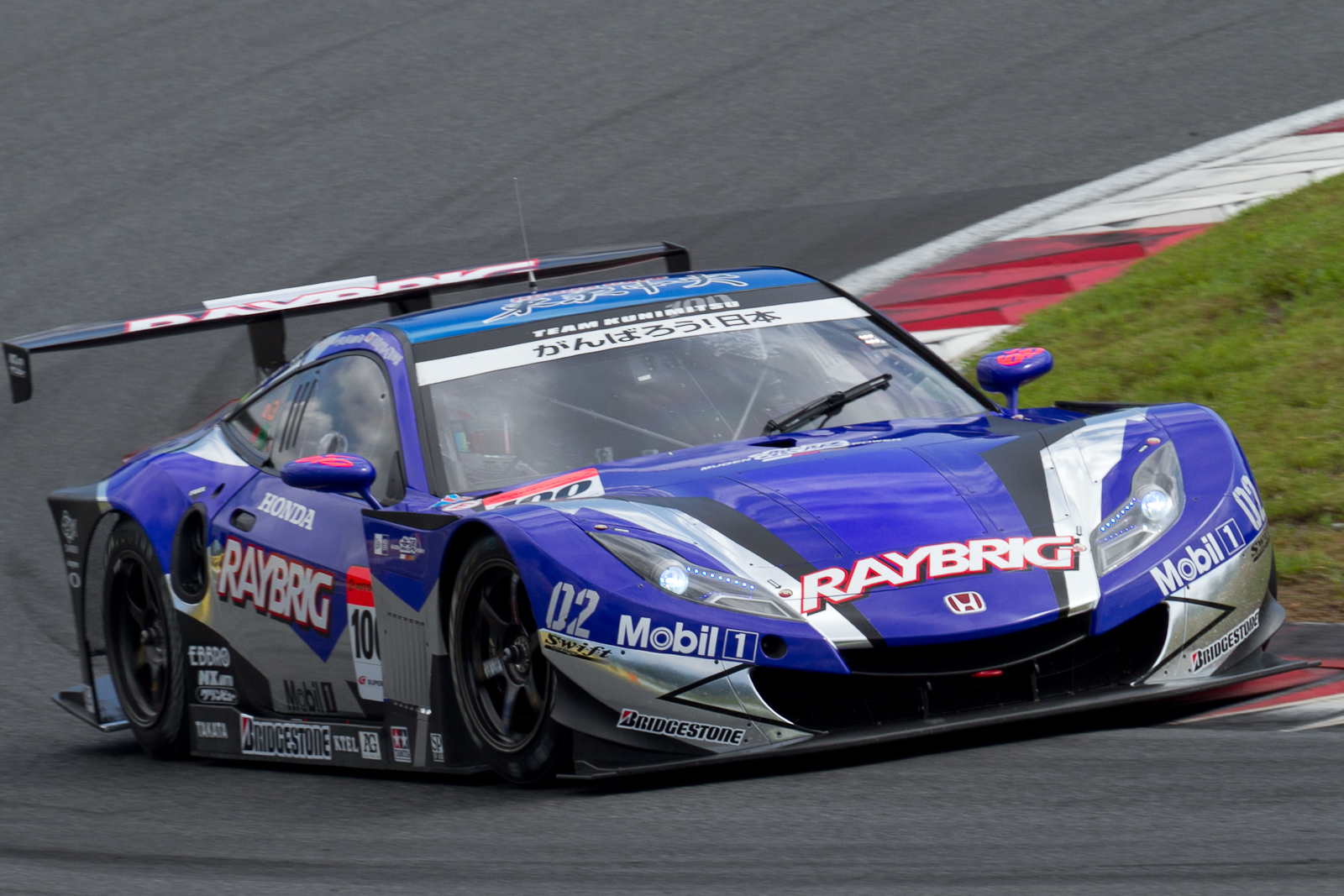
Izawa tijdens de Super GT in 2011

Takuya Izawa (Japans: 伊沢 拓也, Izawa Takuya) (Tokio, 1 juni 1984) is een Japans autocoureur.

## Carrière
Izawa begon zijn autosportcarrière in 1995 in het karting, waar hij tot 2001 actief bleef. In 2002 stapte hij over naar het formuleracing, waar hij vijfde werd in de Japanse Formule 4. Ook nam hij deel aan twee races in de Duitse Formule Renault.
In 2003 reed Izawa in zowel Japan als in Europa. In Japan werd hij vijfde in de Formule Dream. In Europa startte hij in zowel de Duitse Formule Renault, die hij als zevende afsloot, als de Eurocup Formule Renault 2.0, waar hij geen punten scoorde. Ook nam hij deel aan enkele races in de Nederlandse Formule Renault.
In de jaren die volgden nam Izawa voornamelijk deel aan races in Japan. In 2004 werd hij derde in de Formule Dream, terwijl hij in 2005 vierde werd in deze klasse. In 2006 stapte hij over naar de All-Japan F3, waar hij in 2006 met twee overwinningen zesde werd en in 2007 zonder overwinningen ook zesde. In 2007 nam hij deel aan de Super GT, waar hij op de 22e plaats in het kampioenschap eindigde.
In 2008 nam Izawa deel aan de Formule Nippon voor het team Autobacs Racing Team Aguri. Met een tiende plaats als beste resultaat werd hij tiende in het kampioenschap. Ook nam hij deel aan de Super GT waar hij met drie podiumplaatsen achtste werd. In 2009 nam hij opnieuw deel aan zowel de Formule Nippon als de Super GT. In de Formule Nippon stapte hij over naar het team Dandelion Racing en werd hij met een tweede plaats als beste resultaat achtste. In de Super GT was hij succesvoller, met twee overwinningen werd hij tweede in het kampioenschap. In 2010 bleef hij in de Formule Nippon bij Dandelion rijden. Hij werd met een vijfde plaats als beste resultaat elfde in het kampioenschap. In de Super GT werd hij achtste met twee podiumplaatsen.
In 2011 nam hij opnieuw deel aan de Formule Nippon voor Dandelion. Met een vierde plaats als beste resultaat eindifde hij als negende in het kampioenschap. In de Super GT werd hij met één podiumplaats ook negende. In 2012 had Izawa veel succes in de Formule Nippon, met twee overwinningen werd hij derde in het kampioenschap. In de Super GT had hij wat minder succes, maar wist met twee podiumplaatsen wel vijfde te worden.
In 2013 nam Izawa deel aan de Formule Nippon, dat haar naam veranderd had naar Super Formula. Hij won meteen de eerste race van het seizoen en staat met één raceweekend te gaan zevende in het kampioenschap. Ook in de Super GT won hij de eerste race van het seizoen en staat hij met één raceweekend te gaan negende. Ook reed hij op het Suzuka International Racing Course voor Honda Racing Team JAS een raceweekend in het World Touring Car Championship, waar hij in de eerste race twaalfde werd, maar in de tweede race uitviel.
In 2014 nam Izawa deel aan de GP2 Series voor het team ART Grand Prix, als gevolg van een samenwerking tussen ART, het Formule 1-team McLaren en Honda, met McLaren-protegé Stoffel Vandoorne als teamgenoot. Waar Vandoorne tweede werd in het kampioenschap, behaalde Izawa één podiumplaats op de Hungaroring en werd hij achttiende in het kampioenschap met 26 punten.